# Cohors III Augusta Nerviana Pacensis Brittonum
Die Cohors III Augusta Nerviana (oder Nervia) [Pacensis] Brittonum (deutsch 3. Kohorte Augusta Nerviana [Pacensis] der Briten) war eine römische Auxiliareinheit. Sie ist durch Militärdiplome und eine Inschrift belegt.

## Namensbestandteile
- Augusta Nerviana Pacensis: die Herkunft der Bezeichnung ist unsicher.[A 1][A 2]

- Brittonum: der Briten. Die Soldaten der Kohorte wurden bei Aufstellung der Einheit aus den verschiedenen Stämmen der Briten auf dem Gebiet der römischen Provinz Britannia rekrutiert.

Da es keine Hinweise auf die Namenszusätze milliaria (1000 Mann) und equitata (teilberitten) gibt, ist davon auszugehen, dass es sich um eine Cohors quingenaria peditata, eine reine Infanterie-Kohorte, handelt. Die Sollstärke der Einheit lag bei 480 Mann, bestehend aus 6 Centurien mit jeweils 80 Mann.

## Geschichte
Die Kohorte war in der Provinz Moesia superior stationiert. Sie ist auf Militärdiplomen für die Jahre 101/115 bis 115 n. Chr. aufgeführt.
Der erste Nachweis der Einheit in Moesia superior beruht auf einem Diplom, das auf 101/115 datiert ist. In dem Diplom wird die Kohorte als Teil der Truppen (siehe Römische Streitkräfte in Moesia) aufgeführt, die in der Provinz stationiert waren. Weitere Diplome, die auf 103/105 bis 115 datiert sind, belegen die Einheit in derselben Provinz. In dem Diplom von 115 wird die Einheit als eine der Kohorten aufgeführt, die aus Moesia superior für den Partherkrieg Trajans abkommandiert wurden (translatis in expeditione).
Da keine Belege für ihre spätere Existenz existieren, ging die Kohorte vermutlich im Partherkrieg unter.

## Standorte
Standorte der Kohorte sind nicht bekannt.

## Angehörige der Kohorte
Folgende Angehörige der Kohorte sind bekannt.
- Cassius, vermutlich ein Soldat (AE 2015, 1911)
- Min() Polio, ein Centurio (AE 2015, 1911)

## Weitere Kohorten mit der BezeichnungCohors III Brittonum
Es gab noch eine weitere Kohorte mit dieser Bezeichnung, die Cohors III Brittonum. Sie ist durch Militärdiplome von 100 bis 161 belegt und war in der Provinz Moesia superior stationiert.